# Roland Michener
Daniel Roland Michener, né le 19 avril 1900 à Lacombe (Alberta) et mort le 6 août 1991 à Toronto (Ontario), est un diplomate et homme d'État canadien. Il est gouverneur général du Canada du 17 avril 1967 au 14 janvier 1974.

## Biographie
Député provincial de St. David à l'Assemblée législative de l'Ontario de 1945 à 1948, il est Provincial Secretary and Registrar de l'Ontario entre 1946 et 1948. Il devient par la suite député de la circonscription de St. Paul's à la Chambre des communes du Canada sous la bannière du Parti progressiste-conservateur de 1953 à 1962.
24e président de la Chambre des communes entre 1957 et 1962, il est nommé ambassadeur au Népal et haut commissaire en Inde entre 1964 et 1967. Gouverneur général du Canada de 1967 à 1974 et ce de fait 20e représentant du monarque britannique sur le sol canadien, il est également chancelier de l'Université Queen's entre 1973 et 1980. Le mont Michener, dans les Rocheuses canadiennes, porte son nom.

## Hommages
La rue Michener a été nommée en son honneur, vers 1970, dans l'ancienne ville de Cap-Rouge, maintenant présente dans la ville de Québec. 